# Megachilidae
I Megachilidi (Megachilidae Latreille, 1802) sono una famiglia di imenotteri apoidei con distribuzione pressoché cosmopolita. Sono una delle famiglie di apoidei più numerose.

## Descrizione
Sono insetti apoidei lunghi da 7 a 18 mm, che si distinguono per un capo molto robusto e un labbro superiore, o labrum, rettangolare, più lungo che largo. Sono inoltre dotati di una ligula lunga, adatta a succhiare il nettare dalle corolle più profonde .
La particolarità delle femmine è di possedere una struttura di raccolta del polline formata da frange di peli (scopa), posta sotto l'addome, a differenza della maggior parte delle altre famiglie di apoidei, che hanno strutture analoghe nelle zampe posteriori. In alcune specie con abitudini parassitiche (Stelis spp., Coelioxys spp.) tali strutture sono assenti.

## Biologia

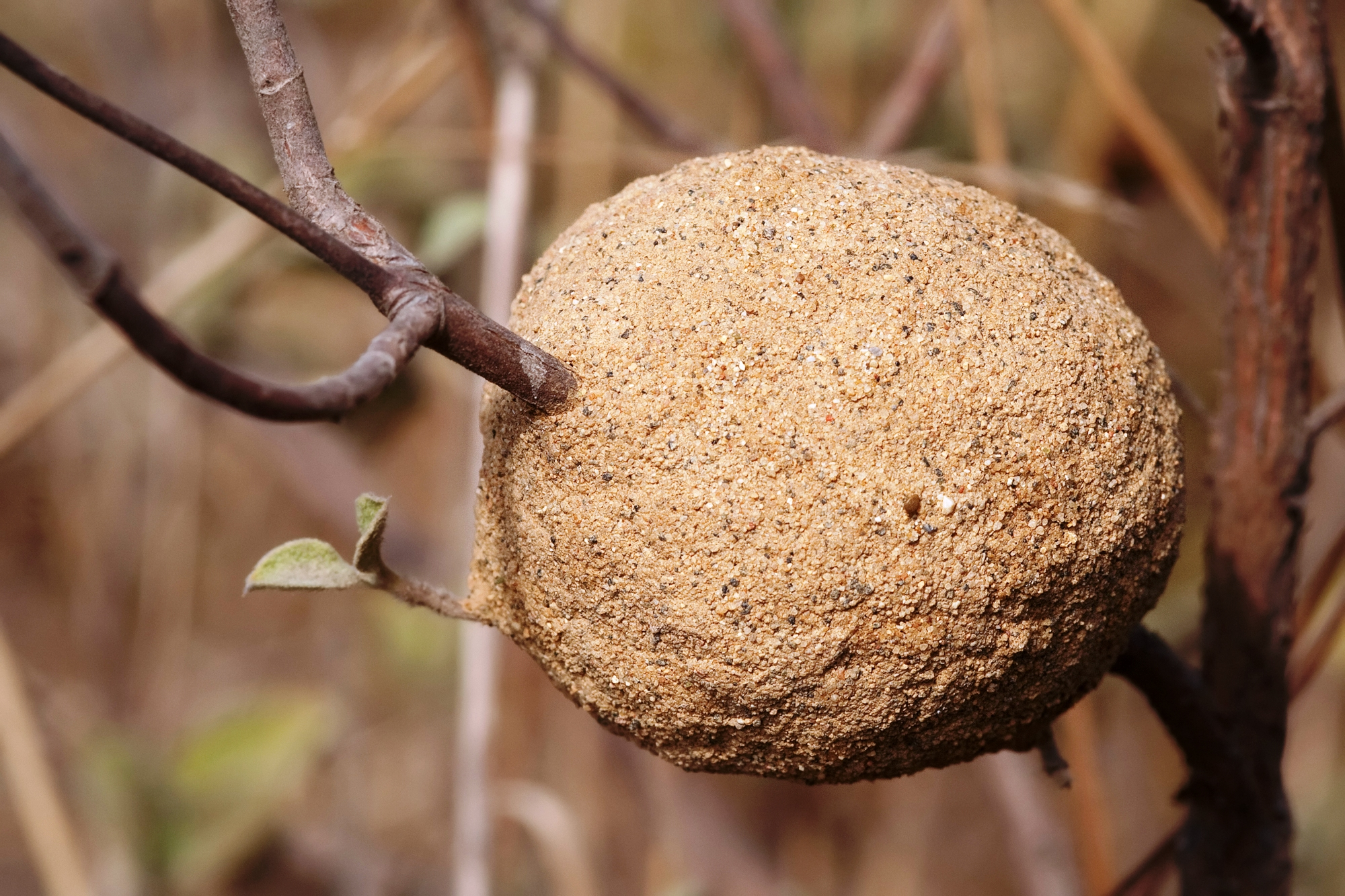
Nido di Megachile sicula.

I Megachilidi sono api comunitarie che costruiscono i nidi in cavità e substrati di ogni tipo: alcune specie ad esempio, utilizzano il legno o la cavità delle canne, ma talvolta anche le anfrattuosità di una pietra, le concavità delle tegole di un tetto, le fessure di un muro, ecc.

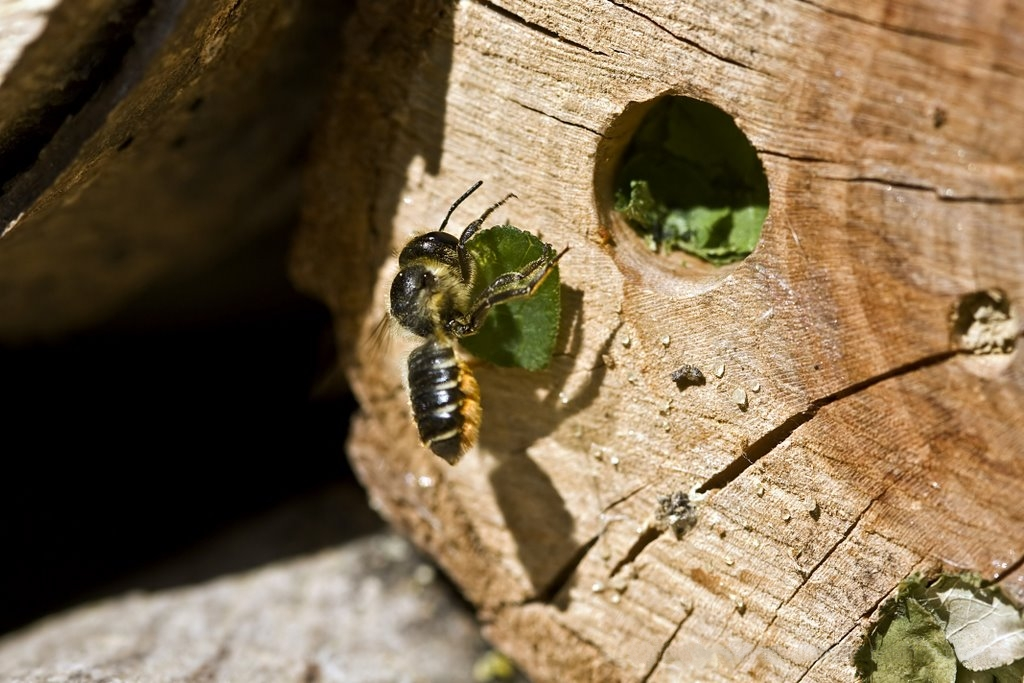
Megachile centuncularis utilizza come nido gallerie preesistenti scavate da insetti xilofagi, ricoprendole con frammenti di foglie di rosa.

Megachile centuncularis utilizza gallerie precedentemente scavate negli alberi da insetti xilofagi, ricoprendole con frammenti di foglie di rosa, mentre Osmia rufa utilizza i gusci vuoti delle chiocciole, dentro i quali fabbrica caratteristiche cellette a forma di botte; Megachile parietina impasta terra e saliva fabbricando cellette compatte come cemento. Megachile sicula costruisce nidi a forma di palla, di solito attaccati a ramoscelli o su pareti rocciose, ottenuti impastando sabbia e terra con una secrezione delle ghiandole labiali.

## Distribuzione e habitat
I Megachilidi hanno una distribuzione pressoché cosmopolita.

## Tassonomia
La famiglia comprende le seguenti sottofamiglie e tribù:
- Sottofamiglia Fideliinae Cockerell, 1932
  - Tribù Fideliini Cockerell, 1932 (2 generi)
    - Fidelia Friese
    - Neofidelia Moure & Michener

  - Tribù Pararhophitini Popov, 1949 (1 genere)
    - Pararhophites Friese

- Sottofamiglia Megachilinae Latreille, 1802
  - Tribù Anthidiini Ashmead, 1899 (37 generi)
    - Acedanthidium Michener
    - Afranthidium Michener
    - Afrostelis Cockerell
    - Anthidiellum Cockerell
    - Anthidioma Pasteels
    - Anthidium Fabricius
    - Anthodioctes Holmberg
    - Apianthidium Pasteels
    - Aspidosmia Brauns
    - Atropium Pasteels
    - Aztecanthidium Michener & Ordway
    - Bathanthidium Mavromoustakis
    - Benanthis Pasteels
    - Cyphanthidium Pasteels
    - Dianthidium Cockerell
    - Duckeanthidium Moure & Hurd
    - Eoanthidium Popov
    - Epanthidium Moure
    - Euaspis Gerstaecker
    - Gnathanthidium Pasteels
    - Hoplostelis Dominique
    - Hypanthidiodes Moure
    - Hypanthidium Cockerell
    - Icteranthidium Michener
    - Indanthidium Michener & Griswold
    - Larinostelis Michener & Griswold
    - Neanthidium Pasteels
    - Notanthidium Isensee
    - Pachyanthidium Friese
    - Paranthidium Cockerell & Cockerell
    - Plesianthidium Cameron
    - Pseudoanthidium Friese
    - Rhodanthidium Isensee
    - Serapista Cockerell
    - Stelis Panzer
    - Trachusa Panzer
    - Trachusoides Michener & Griswold

  - Tribù Dioxyini (8 generi)
    - Aglaoapis Cameron
    - Allodioxys Popov
    - Dioxys Lepeletier & Serville
    - Ensliniana Alfken
    - Eudioxys Mavromoustakis
    - Metadioxys Popov
    - Paradioxys Mocsáry
    - Prodioxys Friese

  - Tribù Lithurgini Newman, 1834 (3 generi)
    - Lithurgus Berthold
    - Microthurge Michener
    - Trichothurgus Moure

  - Tribù Megachilini Latreille, 1802 (3 generi)
    - Coelioxys Latreille
    - Megachile Latreille
    - Radoszkowskiana Popov

  - Tribù Osmiini Newman, 1834 (20 generi)
    - Afroheriades Peters
    - Ashmeadiella Cockerell
    - Atoposmia Cockerell
    - Bekilia Benoist
    - Chelostoma Latreille
    - Haetosmia Popov
    - Heriades Spinola
    - Hofferia Tkalců
    - Hoplitis Klug
    - Hoplosmia Thomson
    - Noteriades Cockerell
    - Ochreriades Mavromoustakis
    - Osmia Panzer
    - Othinosmia Michener
    - Protosmia Ducke
    - Pseudoheriades Peters
    - Stenoheriades Tkalců
    - Stenosmia Michener
    - Wainia Tkalců
    - Xeroheriades Griswold

### Alcune specie

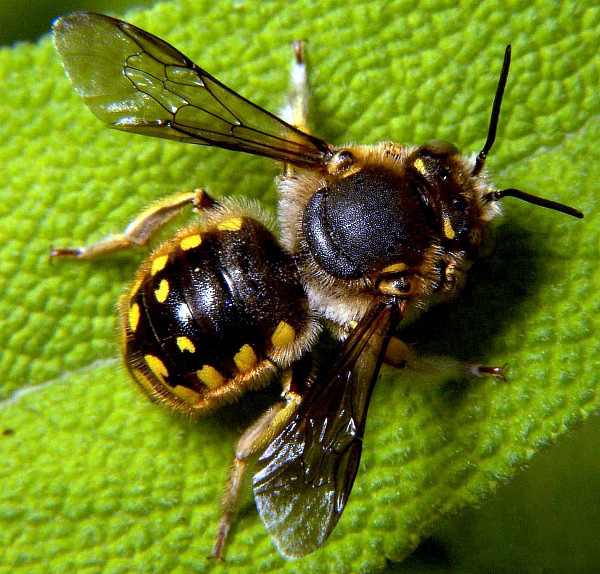
Anthidium manicatum Anthidiini
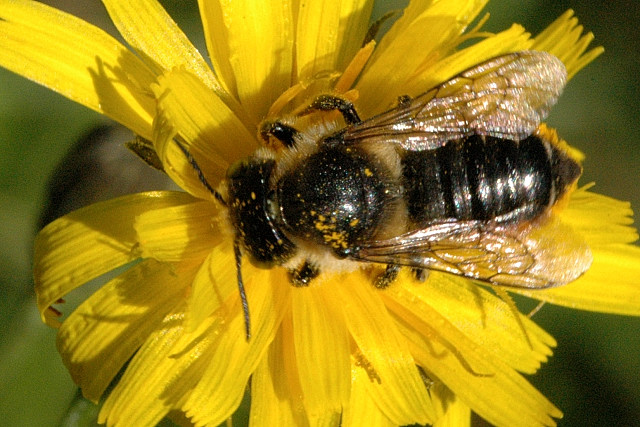
Megachile centuncularis Megachilini
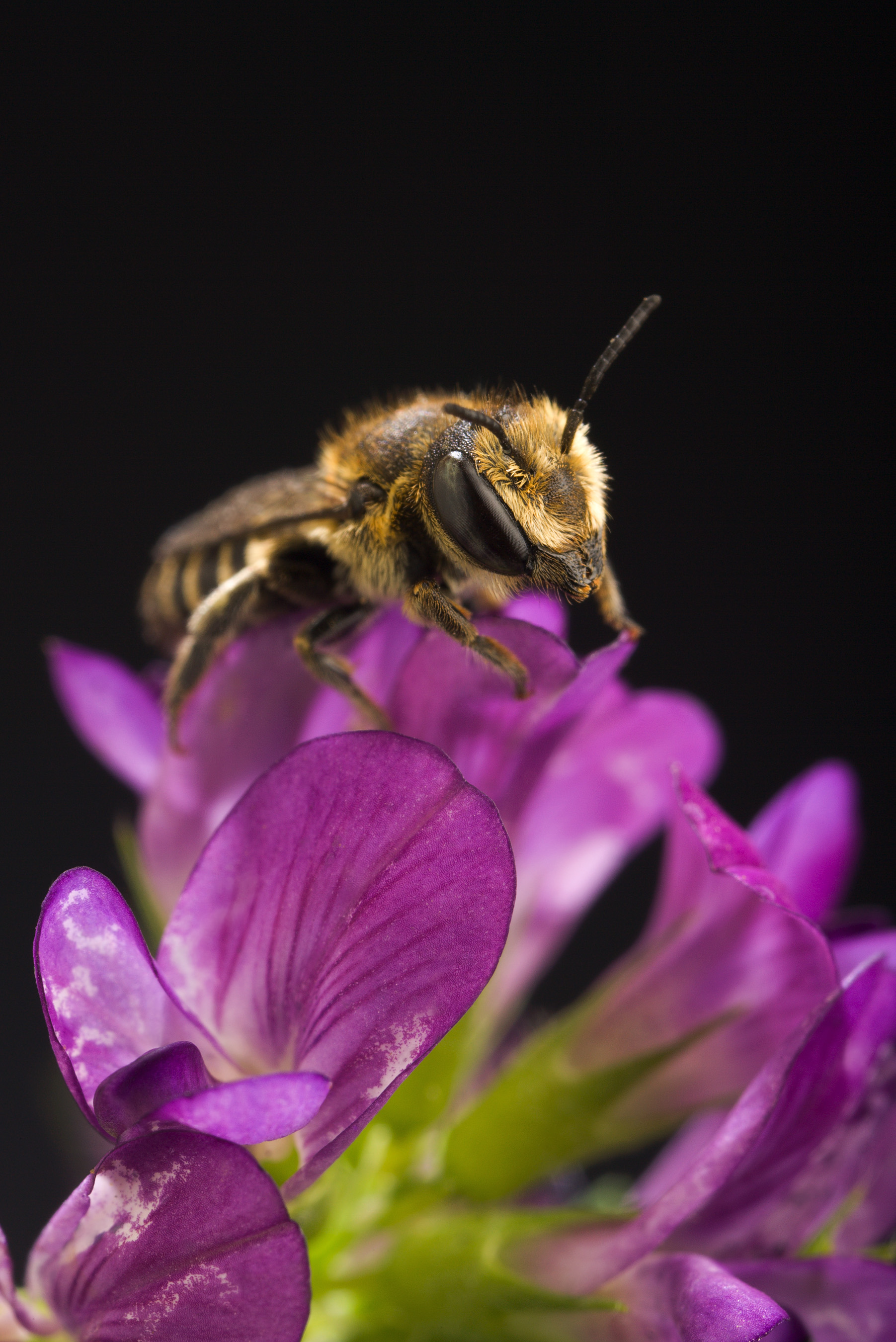
Megachile rotundata Megachilini
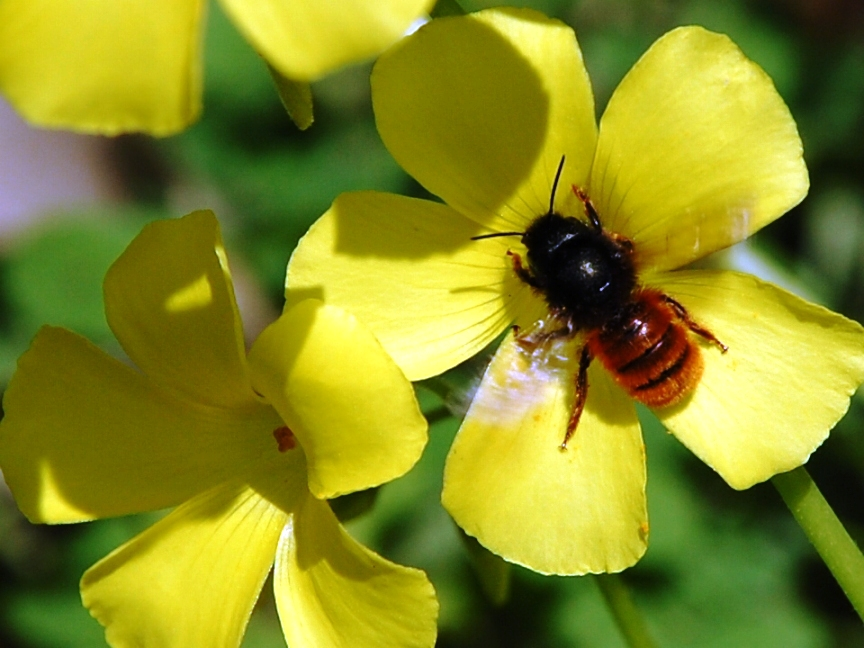
Osmia cornuta Osmiini
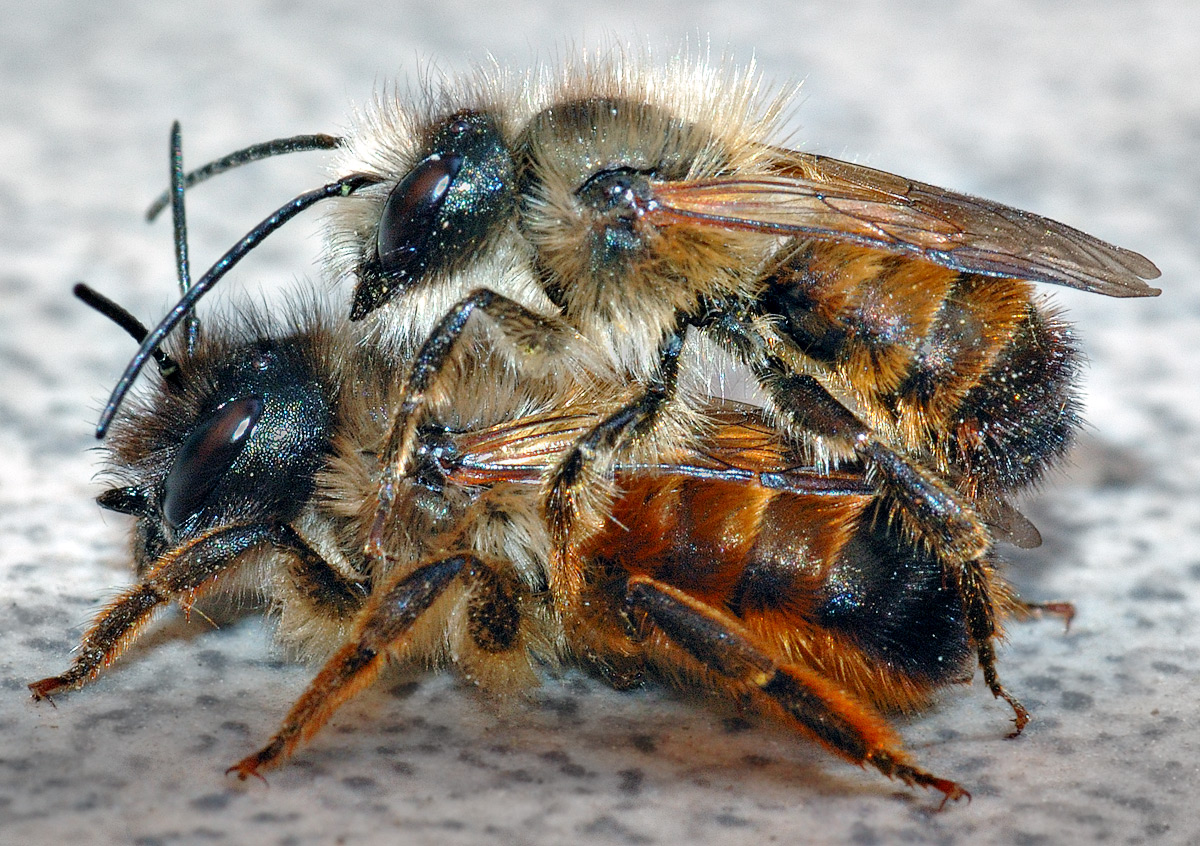
Osmia rufa Osmiini